# Bokokius penicillatus
Bokokius penicillatus là một loài nhện trong họ Salticidae.
Loài này thuộc chi Bokokius. Bokokius penicillatus được Carl Friedrich Roewer miêu tả năm 1942.